# Châtelaine (Genève)
Pour les articles homonymes, voir Châtelaine.
Châtelaine est un quartier situé à Vernier, dans le canton de Genève, en Suisse.

## Géographie
Le quartier est composé de 9 zones : Châtelaine-village, les Libellules, la rue Jean-Simonet, le chemin de l’Écu, le parc industriel,
le chemin J.-Philibert De-Sauvage, le chemin de l’Étang, l’avenue de Crozet ainsi que la nouvelle cité de l’Étang.

## Histoire
Châtelaine est un ancien hameau frontière. Il a fait partie de la paroisse de Saint-Gervais. En 1580, lorsque Berne restitue le Pays de Gex au duché de Savoie, il est scindé entre le Petit-Saconnex et Vernier. En 1589, l'armée savoyarde y bat les Genevois.
Au XVIIIe siècle, les représentations théâtrales et la comédie étant interdites à Genève, une salle y est construite en 1761 sur territoire français. Voltaire y fait jouer plusieurs pièces,,. Le bâtiment est détruit et disparaît quelque temps après sa mort. Un nouveau théâtre est construit vers 1780, qui s'arrête en 1798, et est démoli en 1974. De 1887 à 1973, l'école cantonale d'horticulture est installée dans ce village. Elle est ensuite transférée à Lullier.

## Bibliothèque
La bibliothèque de Châtelaine est l'une des trois bibliothèques de la Ville de Vernier. Fondée en octobre 1919 par Jean Simonet, elle se situe d'abord au dernier étage de l'école de Châtelaine. Elle se trouvera ensuite dans le sous-sol de l'école avant de déménager en 1989 dans l'IAC (Immeuble Administratif de Châtelaine).